# Tháp Po Dam
Pô Dam hay Pô Tằm là một nhóm tháp Chăm ở làng Lạc Trị, xã Phú Lạc, huyện Tuy Phong, tỉnh Bình Thuận. Tháp này xây để thờ vua Po Dam, hay còn gọi là Po Kathit (Bàn La Trà Duyệt) của người Chăm. Chưa xác định rõ thời gian xây dựng tháp nhưng qua so sánh về phong cách nghệ thuật, các nhà khảo cổ học chỉ tạm xác định tháp Po Dam cùng niên đại với các tháp phong cách Hòa Lai (Ninh Thuận), có thể ở cuối thế kỷ thứ 8 đầu thế kỷ thứ 9. Thế nhưng, khi đối chiếu với lịch sử Chăm Pa thì thấy niên đại trị vì của Po Dam là 1433 – 1460. Truyền thuyết Chăm kể rằng, đương thời đã có một cuộc thách đố về việc vua Klong Garai và Po Dam (khi ấy là quan đại thần) ai xây xong tháp trước, và Po Klong Garai đã chiến thắng.
Po Dam cũng là nhóm tháp khác biệt hơn so với các nhóm tháp Chăm thông thường vì nó được xây dưới chân đồi thay vì trên đỉnh đồi, các cửa chính quay về hướng Nam thay vì hướng Đông.